# Poștașul (film din 1994)
Poștașul (italiană Il postino) este un film italian din anul 1994 regizat de Michael Radford.
Filmul spune o poveste fictivă în care poetul chilian Pablo Neruda se împrietenește cu un simplu poștaș, care învață să iubească poezia. Din distribuție fac parte Philippe Noiret, Massimo Troisi și Maria Grazia Cucinotta. Scenariul a fost adaptat de către Anna Pavignano, Michael Radford, Furio Scarpelli, Giacomo Scarpelli și Massimo Troisi după romanul Ardiente paciencia de Antonio Skármeta. În 1983, Skármeta a scris și regizat filmul "Ardiente Paciencia", după care mai târziu, în 1985, a scris romanul cu același nume.
Actorul Massimo Troisi a amânat o operație pe inimă, astfel încât să poată finaliza filmul. A doua zi după încheierea filmărilor, el a suferit un atac de cord fatal.

## Distribuție
- Philippe Noiret – Pablo Neruda
- Massimo Troisi – Mario Ruoppolo
- Maria Grazia Cucinotta – Beatrice Russo
- Renato Scarpa – Telegrapher
- Linda Moretti – Donna Rosa
- Mariano Rigillo: Di Cosimo
- Anna Bonaiuto: Matilde
- Simona Caparrini: Elsa Morante

## Aprecieri
„ Savoarea filmului, inspirat de romanul „Il postino di Neruda” de Antonio Skarmela, nu în latura politică stă, ci în fluidul liric pe care-l emană, e o operă metafizică, de mesaj transcedental. Filmul-metaforă e ridicat la putere de performanța unică a lui Troisi, care își joacă rolul „ca o barcă legănată de cuvinte”, exprimându-se mai mult cu brațele, cu palmele, cu zâmbetul, cu privirea, decât cu gura. (Apariție de răsunet postum, fiindcă va muri la doar 12 ore după încheierea turnării.)”—T. Caranfil , Dicționar universal de filme 

## Premii

### Premii Oscar
- Cel mai bun film - Nominalizat
- Cel mai bun actor în rol principal -	Nominalizat
- Cel mai bun scenariu adaptat - Nominalizat
- Cea mai bună coloană sonoră (dramă) - Câștigător
- Cel mai bun regizor - Nominalizat

### Premii BAFTA
- Premiul Anthony Asquith pentru muzică de film - Câștigător
- Premiul David Lean pentru regie - Câștigător